# Cataenococcus barbatus
Cataenococcus barbatus är en insektsart som först beskrevs av De Lotto 1964.  Cataenococcus barbatus ingår i släktet Cataenococcus och familjen ullsköldlöss.
Artens utbredningsområde är Tanzania. Inga underarter finns listade i Catalogue of Life.